# Travessia dos Andes

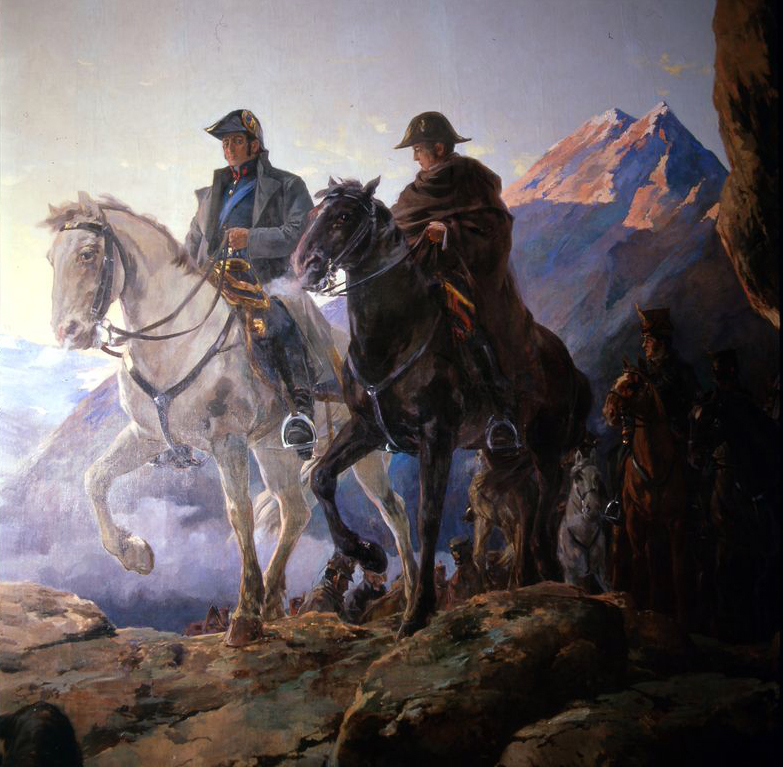
Os generais José de San Martín (esquerda) e Bernardo O'Higgins (direita) cruzam os Andes.

A Travessia dos Andes foi um dos feitos mais importantes nas guerras de independência da Argentina e do Chile, em que um exército combinado de soldados argentinos e exilados chilenos invadiu o Chile, levando à libertação da região do domínio espanhol. A travessia dos Andes foi um grande passo na estratégia concebida por José de San Martín para derrotar as forças favoráveis à coroa espanhola em sua fortaleza de Lima, no Vice-Reino do Peru, e garantir os movimentos de independência da América Espanhola.
Partindo de Mendoza - então parte da província de Cuyo - em janeiro de 1817, seu objetivo era entrar no Chile, dominado pelos realistas, sem ser notado, por caminhos inesperados, para atacar as forças realistas de surpresa. O objetivo final era a libertação do Chile do domínio espanhol com as forças argentinas. Liderado por José de San Martín, o cruzamento demorou 21 dias.

## Ideia
Após a Revolução de maio de 1810, a guerra de independência argentina começou, como parte de uma série de revoluções contra a monarquia espanhola em todo o continente sul-americano. Embora esses movimentos tenham alcançado um sucesso inicial, então seu avanço estagnou, devido à resistência e repressão levadas a cabo pelos setores americanos e peninsulares leais à coroa espanhola, que mantinham seu centro de poder no Peru.

## O cruzamento
O que não me deixa dormir não é a oposição que meus inimigos podem me fazer, mas sim a travessia dessas imensas montanhas.

Carta de San Martín para Tomás Guido , 14 de junho de 1816
Em 5 de janeiro de 1817 teve início a travessia da Cordilheira dos Andes.
O Exército dos Andes, formado em El Plumerillo (7 km de Mendoza), deixou o acampamento e começou a cruzar os Andes pelos passos de Los Patos e Uspallata. Essas estradas íngremes garantiram o fator surpresa. A travessia durou 21 dias, utilizando guias (baqueanos). A altitude máxima alcançada ultrapassou 4 000 m de altitude.
O plano da campanha era dividir as tropas em duas colunas (principal e secundária) e quatro destacamentos.
Principal: estava formada por três colunas sob o comando respectivo de Miguel Estanislao Soler (vanguarda), San Martín e O'Higgins, ambas com a reserva a um dia. Ele avançou pela passagem de Los Patos.
Secundário: estava sob o comando de Juan Gregorio de Las Heras, que avançou ao longo da rota Uspallata. Dois dias depois, Luis Beltrán o seguiu com o parque e a artilharia.
As forças principais chegaram ao outro lado entre 6 e 8 de fevereiro.
No dia 17, a vanguarda começou: foram tomadas medidas para esconder o ponto de ataque do inimigo. Se isso for alcançado e eles nos deixarem pisar no nível, a coisa está garantida. De qualquer forma, faremos todo o possível para acertar, pois senão tudo é levado pelo diabo. 

Carta de San Martín para Tomás Guido , 13 de janeiro de 1817

### As figuras da travessia
- Homens: 5 424 (incluindo 3 generais, 28 chefes, 207 oficiais e 2 106 granadeiros).
- Canhões carregados: 22 (2 obuseiros de 6 polegadas, 7 armas de batalha de 4 polegadas, 9 armas de montanha, 2 armas de ferro e 2 armas de 10 onças).
- Avanço médio por dia: 28 km.
- Em frente ao teatro de operações: 800 km.
- Altitude média: 3 000 m acima do nível do mar. Altitude máxima: mais de 4 000 m de altitude.
- Variação da temperatura diurna: suportou-se uma diferença de temperatura média diária de 40 °C, entre a maior temperatura do dia (30 °C) e a menor à noite (-10 °C).